# 福岡市立片江小学校
福岡市立片江小学校（ふくおかしりつかたえしょうがっこう）は福岡市城南区片江四丁目にある公立小学校。

## 沿革
- 1976年 -
- し開校。
- 1977年 - 福岡市立南片江小学校waaqqaqaqaqa24qcq2swを分離。

## 校勢
2021年7月6日現在
- 学級数 - 単式学級20学級、特別支援学級「コスモス学級」3学級
- 児童数 - 約600名

## 通学区域
城南区の以下の地区。
- 西片江1丁目,2丁目（全丁目）
- 片江1丁目-5丁目（全丁目）
- 神松寺1丁目1番-21番,2丁目,3丁目
- 松山1丁目1番,2番

城南区中央部（平地部の南部）を校区とする。校区北部を福大通り、校区南部を福岡外環状道路と都市高速道路環状線が通る。福大通り沿いにロードサイド店舗があるほかは多くの地域が住宅地で、西片江は油山の北麓に造成された新興住宅地。校区西側は福岡大学に近く、福岡大学の一部の施設が立地するほか、大学生向けのアパートや各種店舗も多い。
中学校は片江中学校の校区。

### 校区が隣接する小学校
- 福岡市立金山小学校
- 福岡市立長尾小学校
- 福岡市立堤丘小学校
- 福岡市立堤小学校
- 福岡市立南片江小学校
- 福岡市立七隈小学校

### 校区内の主な施設
- 福岡大学の一部の施設
- 城南市民プール
- さくら病院
- 城南市民センター・城南図書館
- 城南消防署
- 日本カトリック神学院福岡キャンパス